# Ősagárd
Ősagárd è un comune dell'Ungheria di 343 abitanti (dati 2001). È situato nella contea di Nógrád.